# 望月けい
望月けい（もちづきけい、1995年6月10日 - ）は日本のイラストレーター、及び漫画家。
大阪府出身、東京都在住。女性。

## 経歴

### 幼少期
大阪府で3人兄弟の末っ子として生まれた。兄と姉が1人ずついる。
幼いころから絵を描いており、その時から漫画家になりたいとうっすら思っていた。しかし、学校では絵を描くことはせず、専ら自宅で描いていた。絵のモチーフとしては足や手などのパーツが多く、一枚絵を完成させるという事をしなかった。父親が芸術方面に見識が広かったためその影響を受ける。たとえば、望月が海の絵を描いているときに波の色を白にするとよい、などの助言を与えた。望月自身はこの時の環境によって自分の感性が養われたと語っている。しかし、兄と姉、ともに自分よりも絵画の能力が高かったことから劣等感を持つようになる。

### 学生時代
中学時代はテニス部に所属していた。そのため、部活動や友人関係から絵を描く時間が少なくなる。しかし、中学3年生の時、学校内で漫画の貸し借りがはやったのをきっかけにファンアートを描き始める。この時から一枚絵を描く楽しさに魅了される。
高校は芸術系ではなく普通科に通う。中高生の時に自身のウェブサイトで携帯電話の写真機能を使って撮影したコピックによるアナログ作品を投稿していた。しかし、画素数が低く見にくいという理由から、高校2年生ごろにBamboo（CTE-650）を購入しデジタルによる作業を始めた。この頃から、pixivに二次創作イラストを投稿し始める。二次創作の題材として『忍たま乱太郎』の平滝夜叉丸や綾部喜八郎、『魔法少女まどか☆マギカ』の巴マミなどがある。高校3年間は一日に一枚絵を描くほどの勢いで絵に熱中していた。このころの生活について、夜に寝ずに絵を描き続け、学校の授業中に寝るといった生活だったと話している。
2012年ごろから同人活動や歌ってみた動画のサムネイルイラストの仕事を受けるようになる。その中にはのちにfirstアルバムのジャケットデザインを行うことになるれをるのものもある。
大学受験期に入って、どうしても大学受験勉強のやる気が出ないという理由から芸術大学に行かせてもらうよう親に相談し、承認される。親がそのことを承諾したり、イラスト関係の職に就くことを認めた理由として、上の兄弟二人がその頃すでに一般的な企業に就職していたため、末っ子の自分を好きにさせたかったのではないかと言及している。そうして、大阪芸術大学短期大学部デザイン美術学科に入学。その際、イラストは十分できるからという理由でマンガコースを選択した。卒業後の大学とのかかわりとして、オープンキャンパスに使用される紙袋のデザインや入学案内の表紙イラスト、入学お祝いイラストなどを手がけている。
在学中にサイバーエージェント社のスマホゲームアプリ『ミリオンチェイン』のキャラクターデザインの仕事を受ける。大学の授業も忙しかったため行き帰りの時間にも作業をしていた。
大学卒業時、デザイナーとして企業に入社しようとしたり、ゲーム会社への就職も考えたが、就職活動が面倒くさい、履歴書を書きたくないという理由から2015年にフリーランスのイラストレーターになる。

### 2010年代後半
株式会社SEGAからアーケードゲーム『CHUNITHM AIR』の依頼を受け、『七海あおい』というキャラクターを描く。この際に企業側からイメージや印象についての注文を受けた経験から、それらの大切さを学ぶ。そのためこの仕事以降は自分の絵の雰囲気を仕事にも取り入れることができるようになったと語っている。
2017年に東京に引っ越す。この時まで末っ子であったためになかなか家を出るタイミングを見つけることができなかった。しかし、友人に勧められた占い屋で話を聞いてもらうことで上京することを決意する。
2018年、ライブドローイングイベント『pixiv ONE』にイラストレーターの米山舞と共に参加する。
2019年、COJIRASE LUNCH BOXの主催するイラストレーターのウラバナ！にイラストレーターのLAMと共に出演する。
講師としての活動も始めており、2017年に専門学校ルネサンス・アカデミー、2018年京都精華大学で講義を行っている。
イラストレーターのrefeiaは2018年に「今のところまだ商業でバリバリすごい量をやっていく段階ではないのですけれども、本当に人気のあるイラストレーターさん」と評価している。

### 2020年代前半
2021年、初の画集である『人間よ強欲であれ』が発売され、それに伴い渋谷・梅田・名古屋でグッズ展が行われる。
動画投稿サイトYouTube上で望月けい名義のチャンネルを設立する。
ロフトにて『ダンガンロンパ』との単独コラボレーションイベントが2021年に第1弾、2022年に第2弾が開催される。
2022年、グッズ展「望月けい 画集発売1周年POP UP STORE～何も知らなかった人へ～ inロフト」が開催される。

## 人物
虫を見ると体が固まってしまう程の虫嫌いである。そのため住居は虫の侵入しづらい高層階にするようにしている。
好きな動物としてキツネをあげており、『キツネさんと人間』というラインスタンプを発売している。
自身の性格について質問された際、面倒なことに努力するのに気が乗らないような性格であり、人生の選択のだいたいは面倒くさいかどうかで決めていると答えている。
pixivONEの解説動画の際にボイスチェンジャーを使用して男性の声で収録を行ったために、ファンから男性であると勘違いを受けることがある。

### イラスト
趣味絵の制作時間は1枚当たり2～3時間程度である。
作業環境について2020年までは机を一切使用せずベッドに液晶ペンタブレットをおき、寝転んだ状態で描いていた。寝たいときに寝て、起床時にベッドから出なくていいという利点からこのスタイルをとっていた。しかし、腰や肩への悪影響から、2021年時では机やゲーミングチェアを購入しそこで作業している。
現在はイラスト制作ソフトとしてCLIP STUDIOを利用している。デジタル作画を始めた当初はPainter Essential、そこから半年ほどしてからSAIを使っていた経験がある。
インタビューにおいてアニメーターと比較した際にイラストレーターはパッと見の良さを考えることの方が多いかもしれないと答えている。
好きなマンガを聞かれた際、『アライブ』、『いでじゅう』、『なるたる』をあげており、特にいでじゅうは現在の作風に大きな影響を与えたと答えている。
好きな作家として河野恵美、三輪士郎、米山舞をあげている。

## 参加作品

### 挿絵
- 世にも奇妙な商品カタログシリーズ（角川つばさ文庫、作：地図十行路）
  1. インスタント死神・友達クジ他
  2. ピッタリもらえる懸賞ハガキ・道の種他
  3. タイミングのいい自動販売機・声変わりダイヤル他
  4. ひとつでふたつの飲み薬・文字起こしマーカー他
  5. 何かのエサ・高みの見物チケット他
  6. おりがみ地図・空想の出口他
  7. 無敵ドリンク・金にする手袋他
  8. 夢デザイナー・景色つきマド他
  9. えらべる予言書・心霊写真カメラ他
  10. 地獄行きチケット・不死身になれる入浴剤他
  11. 取り消せるこづかい帳・生まれ変わりタマゴ他
- 閻魔堂沙羅の推理奇譚シリーズ（講談社タイガ、作：木元哉多）
  1. 閻魔堂沙羅の推理奇譚
  2. 負け犬たちの密室
  3. 業火のワイダニット
  4. 点と線の推理ゲーム
  5. 落ちる天使の謎
  6. 金曜日の神隠し
  7. A+B+Cの殺人
- バーチャル人狼ゲーム 今夜僕は君を吊る（電撃文庫、作：土橋真二郎）
- これは学園ラブコメです。（ガガガ文庫、作：草野原々）
- メイド喫茶探偵黒苺フガシの事件簿（星海社FICTIONS、作：柴田勝家）

### 装画
- ツインスター・サイクロン・ランナウェイ（ハヤカワ文庫、作：小川一水）

### 寄稿
- 青鬼 闇蘇露編 公式アンソロジーコミック（2014年：カラーイラスト）
- 獄都事変 公式アンソロジーコミック -蒼-/ SUNPLANT（2015年：カラーイラスト）
- 獄都事変公式アンソロジーコミック -空-/ SUNPLANT（2016年：カラーイラスト）
- 少女終末旅行 公式アンソロジーコミック/つくみず（2017年：イラスト）
- 刀剣乱舞-ONLINE-アンソロジー 〜本陣〜 /B’s-LOG COMICS（2018年：漫画）
- セーラー服のまんなか（2019年：イラスト）

### ゲーム
- ミリオンチェイン/サイバーエージェント（キャラクターデザイン）
- CHUNITHM AIR/SEGA（キャラクターデザイン）
- 初音ミクぐらふぃコレクション なぞの音楽すい星・春のピノキオピーまつり（イラスト）
- ディアホライゾン/スクウェア・エニックス（広告イラスト）
- Fate/Grand Order（イラスト、キャラクターデザイン）
- 東京クロノス（イラスト）
- あの子のとなり（イラスト）
- LOOPERS（イラスト、キャラクターデザイン）
- 刀剣乱舞-ONLINE-（キャラクターデザイン）

### 音楽
オリジナル楽曲
- drop pop candy/れをる（2014年7月：MVイラスト)
- ヒビカセ /れをる（2014年9月：MVイラスト)
- 極彩色/れをる（2015年：MVイラスト、ジャケットイラスト〈No title〉)
- Blue Star/ 初音ミク【HATSUNE MIKU EXPO 2016】（2016年2月：MVイラスト）
- その群青が愛しかったようだった/n-buna feat.ヤギヌマカナ（2016年8月：MVイラスト）
- Stand by Me!/しゃけみー・スタンガン（2016年10月：ジャケットイラスト）
- Bitter Majesty/八王子P（2018年2月：MVイラスト）
- カラフルタッグチーム / 天月（2020年4月：MVイラスト）
- #1f1e33/かめりあ (EDP) 『Arcaea』(2020年5月：ジャケットイラスト）
- Prismatic Colors/にじさんじ（2020年10月：ジャケットイラスト、MVイラスト）
- ブルーパレット / そらる×Kanaria（2021年6月：MVイラスト）
- 『青く』/本田技研工業株式会社（2021年8月：MVイラスト）

カバー作品
- Sweet Devil /れをる（2013年3月：MVイラスト）
- ジッタードール / れをる（2013年10月：MVイラスト)
- 一心不乱 /れをる×ill.bell×nqrse（2013年12月：MVイラスト)
- ロキ/人間と永遠（2019年12月：MVイラス）
- ヒバナ/人間と永遠（2020年2月：MVイラスト）
- 一度だけの恋なら/ 戌亥とこ、竜胆尊、樋口楓、リゼ・ヘルエスタ、鈴原るる（2020年5月：MVイラスト）
- 夜に駆ける/人間と永遠（2020年11月：MVイラスト）
- エンヴィーベイビー/まふまふ（2021年3月：MVイラスト）
- エンヴィーベイビー/そらる（2021年3月：MVイラスト）
- お勉強しといてよ/葉加瀬冬雪（2021年5月：MVイラスト）
- コールボーイ/彼方くん（2021年7月：MVイラスト）
- EYE/そらる×まふまふ（2021年9月：MVイラスト）
- キュートなカノジョ/戌亥とこ（2021年10月：MVイラスト）
- 阿修羅ちゃん／天音かなた（2021年12月：MVイラスト）

### Vtuberデザイン
- 人間と永遠/ひとととわ（2019年）
- れりび/reriB（2020年）
- 稀雨/Keu (2022年)

### 雑誌
寄稿
- タッチVol.15(2015年：イラスト・メイキング・制作データ)
- 月刊ニュータイプ（2020年4月号：拝啓、キズナアイです・イラスト）
- 季刊エス（2022年7月号：描きおろしイラスト・インタビュー＆メイキング）
- TYPE-MOONエース（VOL.14：描きおろしイラスト）
- スモールエス（VOL.70：描き下ろしイラスト・インタビュー＆メイキング）

特集
- 季刊エス（2020年7月号）
- スモールエス（VOL.70）

#### その他
- デジ絵の文法/普遊社（2016年：表紙イラスト・メイキング）
- セーラー服のまんなか/カントク（2019年：イラスト）
- はじめてでもわかる！イラストでお金を生み出す秘訣 神技作画シリーズ/虎硬（2020年：装画イラスト）
- 明日から絵描きで生きたい僕が身につけるべきは画力だけでなく××力だった/COJIRASE LUNCH BOX、宮本祐輔（2020年、装画イラスト）
- 漫画版化物語12巻/原作：西尾維新 作画：大暮維人（付属イラスト）

### アニメ
- ひもてはうす（2018年：5話エンドカード）
- 機動戦士ガンダム 水星の魔女（2023年：16話エンドカード）
- 〈物語〉シリーズ オフ&モンスターシーズン（2024年：7話エンドカード）

### イベント
- MIX★BOMB（フライヤーイラスト）
- HATSUNE MIKU EXPO 2016 Japan Tour（MVイラスト・グッズイラスト）
- ご注文はイラスト展ですか？？（イラスト）
- ワンダーフェスティバル（フィギュア化用イラスト）
- マジカルミライ2018（サブビジュアル）